# Baldassare Longhena

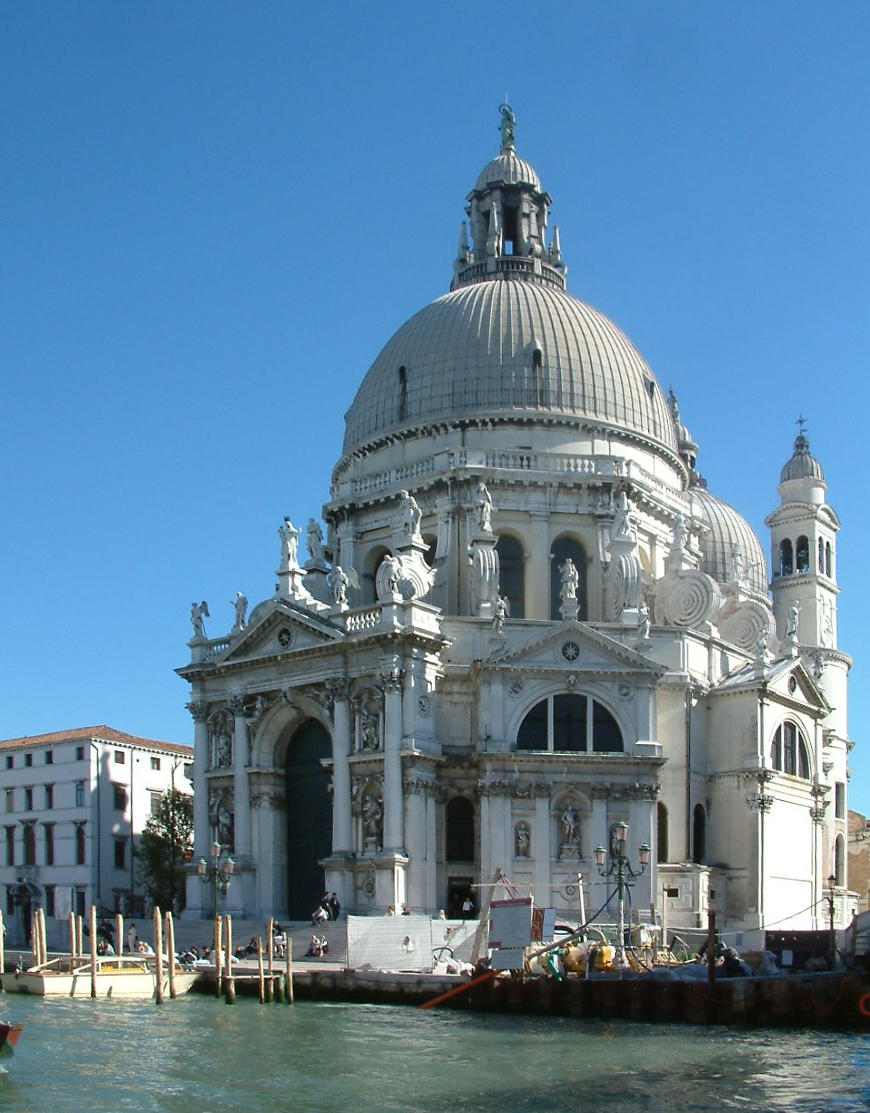
Santa Maria della Salute, Venedig.

Baldassare Longhena, född 1598 i Venedig, död där den 18 februari 1682, var en italiensk arkitekt under barocken. Han var elev till Vincenzo Scamozzi.
Longhenas mästerverk är kyrkan Santa Maria della Salute (påbörjad 1631) i Venedig. Den dominerar inloppet till Canal Grande. Dess oktagonala form möjliggör överblick från alla sidor. I bottenvåningen visar Longhena fortfarande, i Palladios anda, en viss återhållsamhet i det arkitektoniska formspråket, men de ofantliga voluterna, som tar upp kupolens utåtriktade tryck, skapar en helt barockmässig rörelse. Exteriören är helt i Istria-kalksten, medan interiören har kolonner av mörkgrå sten, som kontrasterar mot väggarnas vita stuckatur.